# AudioCité
AudioCité est une association à but non lucratif ayant pour but de mettre à disposition de tous (en particulier des malvoyants et non-voyants) des livres audio gratuits (en français), lus par des bénévoles, via son site Internet et son application mobile,,,,.
Elle propose plus de 4 000 livres audio.
De grands classiques : Honoré de Balzac, Victor Hugo, Guy de Maupassant, Molière, Jack London, Arthur Conan Doyle, Henry David Thoreau, Jane Austen, Charles Dickens, Maurice Leblanc, Gustave Le Rouge...
Mais également des auteurs contemporains qui ont décidé de partager gratuitement leur travail : Serge Brussolo, Sabine Huchon, Nadège Del, Christian Martin, Claude Fée, Bleue, Kadour Naimi, Anya Tressoler, Arnaud Fontaine...
Le catalogue étant de plus en plus fourni et l'arrivée de nombreux lecteurs expérimentés apporte une reconnaissance institutionnelle auprès des structures de Lecture publique telles que les médiathèques de Lille, de Grasse, de Châteaubernard ou d'Eyguières..., la Bibliothèque départementale de prêt (BDP) de l'Indre et des établissements de l’Éducation Nationale.

## Historique
Site internet actif depuis 2007.
Association sans but lucratif (Asbl) créée en janvier 2009, en Belgique.
L'association déménage en France en 2021.
Application développée par Artem Kondratyev.

## Formats
MP3, Zip, Torrent

## Hébergement
Diffusion et hébergement des fichiers audio sur Internet Archive.

## Licences
AudioCite propose uniquement des contenus gratuits (en licences Art libre ou Creative commons).